# Утетлеуов, Сахи
Сахи Утетлеуов (1930 год, аул Акин-Тугай, Киргизская АССР, РСФСР) — колхозник, чабан, Герой Социалистического Труда (1966).

## Биография
Происходит из подрода мангытай рода котенши племени конырат. Родился в 1930 году в ауле Акин-Тугай, Киргизская АССР (сегодня — Отырарский район Южно-Казахстанской области, Казахстан). В 1945 году вступил в колхоз «Шаульдерский» Кзылкумского района Южно-Казахстанской области. Трудился старшим чабаном.
С 1959 года ежегодно выращивал в среднем 140—157 ягнят от 100 овцематок. За выдающиеся заслуги в трудовой деятельности удостаивался наград Казахской ССР. Участвовал во всесоюзной выставке ВДНХ, где получил Золотую медаль. В 1963 году вырастил 188 ягнят от 100 овцематок, в 1964 году — 196 ягнят и в 1965 году — 200 ягнят. В эти же годы от каждой овцы получил в среднем по 3,5 килограмма шерсти. За достигнутые успехи в развитии животноводства, увеличении производства и заготовок мяса, молока, яиц и шерсти и другой продукции удостоен звания Героя Социалистического Труда указом Президиума Верховного Совета СССР от 22 марта 1966 года с вручением ордена Ленина и золотой медали «Серп и Молот».

## Награды
- Золотая медаль ВДНХ.
- Герой Социалистического Труда
- Орден Ленина (1966);